# Раванелло, Оресте
Оресте Раванелло (итал. Oreste Ravanello; 25 августа 1871, Венеция — 2 июля 1938, Падуя) — итальянский органист и композитор.
Окончил в Венеции музыкальный лицей имени Бенедетто Марчелло как пианист. Одновременно частным образом изучал орган и композицию под руководством органиста Андреа Джирарди и историю и теорию церковной музыки у Анджело Де Санти. В 1889 г. стал органистом певческой школы Собора Святого Марка, а в 1895 г. — первым органистом Собора. На протяжении 1890-х гг. тесное сотрудничество Раванелло, Марко Энрико Босси (преподававшего орган в лицее имени Марчелло) и руководителя певческой школы Лоренцо Перози стало значительным событием в музыкальной жизни Венеции, а устраивавшиеся ими своеобразные дуэли органистов — состязание в импровизации на двух органах Собора Святого Марка — собирали большую аудиторию, в которой среди постоянных посетителей был и кардинал Сарто, будущий папа Пий X.
С 1898 г. Раванелло работал в Падуе, возглавляя сперва капеллу Собора Святого Антония, а в 1912—1938 гг. Институт музыки имени Чезаре Поллини.
Раванелло оставил значительное количество органных сочинений. Альбом произведений Раванелло был записан в 2003 г. органистом Доменико Северином.